# 紅軍標語碑林
紅軍標語碑林位於四川省廣元縣皇澤寺內，文物遺址年代判定為1933年～1935年。1980年7月7日列為四川省重新確定公布的第一批省級文物保護單位。
紅軍石刻標語碑林原座落在皇澤寺內，碑林建築面積400平方米，建築物座西向東。碑林集中了廣元市有代表性的紅軍石刻標語，共陳列石刻碑43通，標語65條。2003年9月，在城區南山腰地片地55畝，興建「紅軍文化園」，2004年9月，紅軍文化園落成，紅軍標語遷入紅軍文化園陳列展出。